# J-ZONE
J-ZONE（ジェーゾーン）は、ジャスコ株式会社（現：イオン株式会社）が亜土電子工業（T-ZONE、現・MAGねっとホールディングス）と提携して1997年（平成9年）に設立したパソコンを中心とした情報関連専門店。現在は全店舗が廃止されている。
J-ZONEの「J」はジャスコが由来である。
ジャスコのパソコン部門のテコ入れを目指し、店長などの現場の幹部は亜土電子工業から出向する形で運営されることになっていた。

## 店舗一覧
- J-ZONE青森店（ジャスコ青森店、青森県青森市）
- J-ZONEイオンタウン郡山店（福島県郡山市）
- J-ZONE川口店（川口グリーンシティ「かでん館」内[2]、埼玉県川口市[2]、店舗面積390m2[2]、1997年（平成9年）11月22日開店[2])
- J-ZONEワンダーシティ店（愛知県名古屋市）
- J-ZONE姫路岩端店（ジャスコ岩端店、兵庫県姫路市）
- J-ZONEイオン成田店（千葉県成田市）

ジャスコイオン成田店では、J-ZONE店舗廃止後もジャスコ家電売り場内にコーナーとして存続し、スーパーの一角でありながら、HDD、メモリ等のバルク品や、PCケース、マザーボード、グラフィックカード等のパーツを扱っていた。2006年09月のジャスコの改装に伴いコーナーが廃止され、一部バルク品のHDDやグラフィックカードなどを扱っているほかは、通常の生活家電のみの扱いとなった。